# 신현상
신현상(1980년 1월 21일 ~ )은 대한민국의 희극 배우이다.